# Паспорт Новой Беларуси
Паспорт «Новой Беларуси» (бел. Пашпарт «Новай Беларусі») — проект альтернативного паспорта для граждан Республики Беларусь, который смог бы подтверждать личность человека и давать возможность легально перемещаться между странами. Создан Объединённым переходным кабинетом Беларуси в ответ на запрет на получение документов белорусами в эмиграции, в связи с продолжающимся политическим кризисом в стране. Впервые был показан на конференции «Новая Беларусь 2023» представителем ОПК Валерием Ковалевским.

## История

### Предпосылки
Идея выдачи альтернативного белорусского паспорта обсуждалась по крайней мере с 2022 года. Созданию такого документа предшествовала массовая эмиграция белорусов после президентских выборов и политического кризиса 2020 года. Для многих из покинувших Беларусь стал актуальным вопрос обновления документов, так как далеко не все из уехавших могут обратиться в белорусские дипломатические представительства за границей. У некоторых людей в эмиграции рождаются дети, для которых получить паспорт в консульстве невозможно, а поездка на родину не является для их родителей безопасной. Эта проблема послужила Объединённому переходному кабинету Светланы Тихановской мотивацией для разработки проекта альтернативного паспорта, более известного в СМИ как паспорт «Новой Беларуси».
Также в сентябре 2023 года Александром Лукашенко был подписан указ, лишающий находящихся в других странах белорусов возможности получать документы или оформлять доверенности в дипломатических представительствах страны.

### Начало разработки
В создании документа участвовала геральдическая комиссия из 40 человек. В её состав входила независимая команда экспертов в области геральдики, истории, дизайна и филологии. В течение года был проведён ряд консультаций и переговоров с руководством Европейской комиссии, а также европейскими национальными правительствами касательно проекта нового удостоверения. Эскиз документа был представлен комитету по проездным документам Еврокомиссии, было достигнуто понимание и позитивное восприятие проекта. Документ был снабжён специальной технической защитой. На начальном этапе планировалось, что новый документ будет действовать в пределах Шенгенской зоны в Европейском союзе. В оформлении документа геральдическая комиссия опиралась на европейские традиции. Для его создания пришлось изучить более 100 паспортов иных стран.
До 1 марта 2023 года уже была закончена первая фаза работы над документом. Стало известно, что был разработан макет паспорта, который соответствует требованиям Международной организации гражданской авиации. 1 марта 2023 года стало известно, что силами ОПКБ были достигнуты договорённости с Еврокомиссией о поддержке проекта по созданию альтернативного белорусского паспорта.

### Презентация
6 августа 2023 в рамках конференции «Новая Беларусь 2023» в Польше Валерием Ковалевским был представлен разработанный образец национального паспорта. На презентации рассказали, что к изготовлению готовится физический образец документа, который мог бы позволить провести переговоры со странами Европейского союза по его признанию. Анонсировалось, что паспорт будет представлять собой биометрический машиночитаемый документ, соответствующий всем международным требованиям. Также были высказаны планы, что после признания паспорта странами ЕС будут начаты переговоры по признанию документа за пределами Европейского союза.
Также на презентации Валерий Ковалевский сообщил, что за хранение и изготовление личных данных будет ответственно юридическое лицо, учреждённое в Литве. Персональные данные будут защищаться законодательством этого государства, однако пункты выдачи могут находиться и в других странах. Помимо технической презентации, платформой «Голос» был запущен опрос, чтобы лучше понять количество граждан Белоруссии, заинтересованных в получении нового удостоверения.

### Дальнейшая разработка
В августе 2023 года стало известно, что уже есть страна, которая готова поделиться своим национальным кодом, чтобы документ соответствовал международным правовым стандартам. Эта страна не называлась, но сообщалось, что согласие было получено на высоком политическом уровне. В том же месяце был размещён заказ на закупку материалов для изготовления физических образцов удостоверения, а также началось создание юридического лица для сопровождения проекта. В сентябре 2023 года Объединённый переходный кабинет сообщал, что находился в процессе выпуска образцов паспорта. В ноябре 2023 года Светлана Тихановская уведомляла, что переходный кабинет закупает материалы для печати документа.

### Работа над признанием
В сентябре 2023 года советник Светланы Тихановской Франак Вячорка заявил, что уже есть два государства, которые предварительно заявили, что готовы будут признать паспорт «Новой Беларуси». 13 сентября 2023 года Светлана Тихановская выступила и продемонстрировала проект нового документа в Европарламенте. Она заявила, что скоро обратится в правительства европейских стран с просьбой признания национального паспорта. На дебатах европарламента 13 сентября 2023 года литовский евродепутат Юозас Олекас призвал признать национальный паспорт.

### Задержка сроков
Демократические силы планировали выдачу паспорта в первые месяцы 2024 года. В феврале 2024 года сообщалось, что заказанных материалов будет достаточно для изготовления 30 000 экземпляров документа, а первые образцы будут готовы к концу марта 2024 года. В конце марта 2024 года ответственный за проект Валерий Ковалевский начал воздерживаться от прогнозов по срокам выдачи удостоверения. Задержка объяснялась «определенными факторами, которые не зависят от нашей воли».

### Расследование о компании-подрядчике
В конце мая 2024 года «Беларусский расследовательский центр» выпустил расследование, в котором рассказал о связи литовской компании-разработчика паспорта Garsų pasaulis с финансовым «кошельком» Алексадра Лукашенко Виктором Шевцовым. Это была единственная компания, которая занималась печатью паспортов в Литве. Валерий Ковалевский заявил, что литовской компании не передавали личные данные граждан, а она лишь помогала в разработке дизайна документа и заказе материалов. После расследования с  должности сняли руководителя Центра выдачи личных документов Литвы, а компанию назвали неблагонадежной. 26 июня 2024 года Валерий Ковалевский заявил об уходе с должности в Объединенном переходном кабинете. Франак Вячорка после отставки Ковалевского уточнил, что скандал с литовской компанией мог иметь влияние на уход лидера проекта, но вряд ли играл решающую роль.

## Функции
По замыслу, новый паспорт должен заменить обычный общегражданский паспорт гражданина Республики Беларусь. По словам представителя ОПК Валерия Ковалевского, документ в себе должен нести две функции: верифицировать гражданство и давать возможность перемещаться по миру. 1 ноября 2023 года Светлана Тихановская заявила, что владение паспортом не заменит для граждан необходимости легализации пребывания на уровне визы и видов на жительство в других странах.

## Дизайн

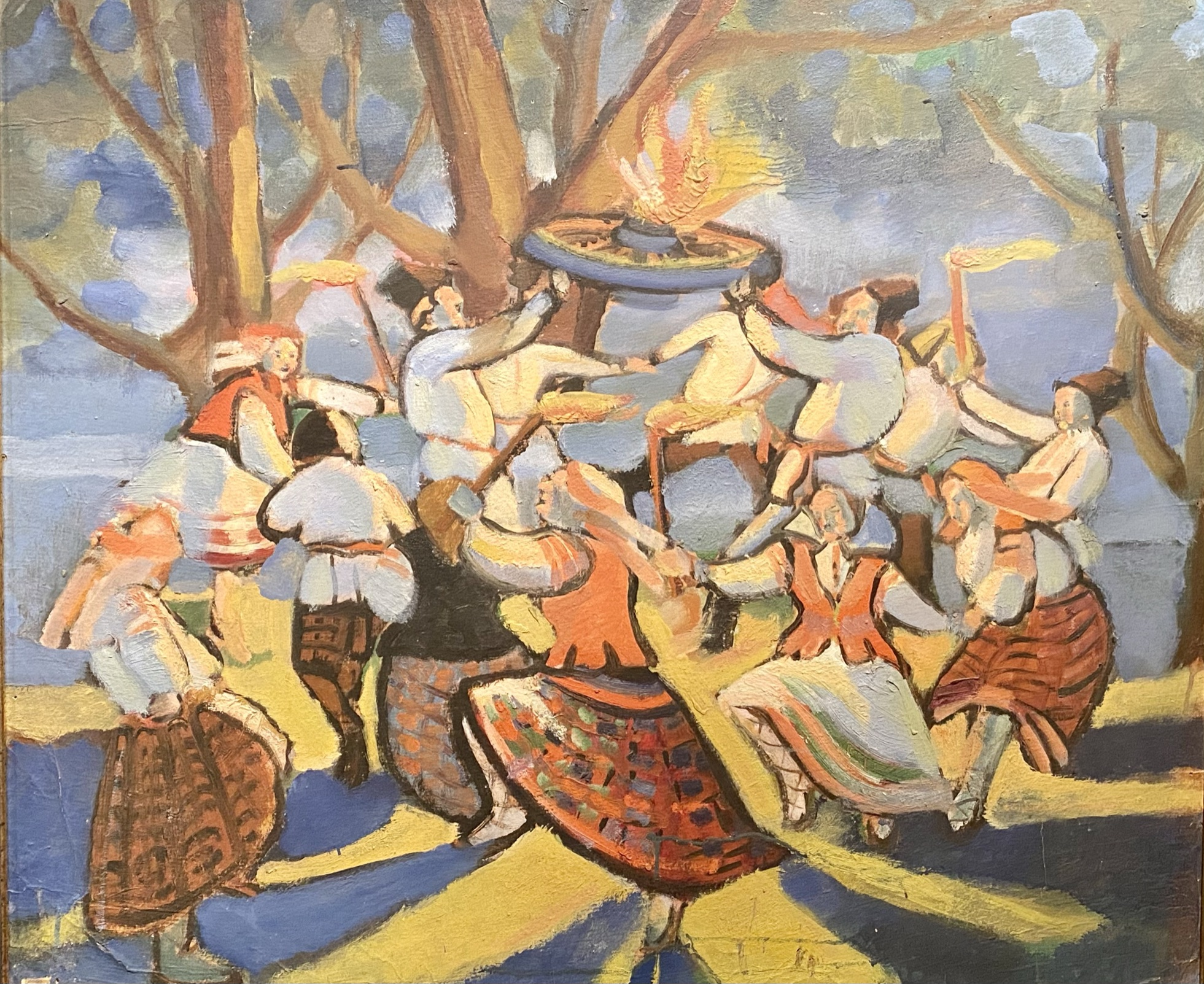
Картина Михаила Филипповича «На Купалье», образ которой виден при ультрафиолетовой проверке паспорта

В паспорте используются белорусский и английский язык. При этом надписи на белорусском языке присутствуют в двух написаниях — кириллическим и латинским алфавитами. В нём 52 страницы, в отличие от 32 страниц у государственного паспорта. Цвет обложки красный, приближающийся к малиновому. В качестве графического элемента на обложке присутствует слуцкий пояс. Текст и герб обложки не располагаются посередине, а выровнены по левой стороне листа. Страницы документа украшены национальными символами, изображениями памятников архитектуры и культуры. На страницах удостоверения личности можно встретить Могилёвскую ратушу и Гродненский королевский замок. Вместо государственного герба в паспорте используется национальный герб «Пагоня», а также напечатан гимн БНР «Мы выйдзем шчыльнымі радамі».
При быстром перелистывании страниц создаётся анимация бегущего зубра. Эта идея была позаимствована у финского паспорта, по страницам которого «бежит» лось.
Изначально на страницах паспорта под воздействием ультрафиолетового излучения проявлялась картина Марка Шагала «Над городом». Однако позднее геральдическая комиссия была вынуждена отказаться от его работы из-за авторских прав Третьяковской галереи: с момента смерти Шагала не прошло 70 лет и работа не перешла в статус общественного достояния. Впоследствии изображение было заменено картиной Михаила Филипповича «На Купалье».
В феврале 2024 года в дизайне документа была найдена ошибка: на карте Белоруссии на страницах первого разворота в границы страны был случайно вписано местечко Девянишкес, которое является частью Литвы.

## Реакция белорусского государства
Белорусские пропагандисты и силовики неоднократно устраивали акции нацеленные на дискредитацию проекта. В сети начали создаваться фейковые страницы и аккаунты в социальных сетях с анкетами на получение паспорта. От имени несуществующего «паспортного центра» силовики отправляли письма белорусам с предложением оставить личные данные для прохождения собеседования. В эфире государственного телеканала ОНТ пропагандист Игорь Тур показывал фальшивую копию документа, якобы оформленного на бывшего следователя из Могилева Дмитрия Шишкова. В эфире Тур заявил об угрозе задержаниях всех, кто решил сотрудничать с «экстремистами» для получения нового паспорта.

## Критика
Проект паспорта подвергся критике сразу по нескольким причинам. У ряда экспертов вызывала вопросы возможность признания и технической реализации этого документа. Некоторые пользователи интернета высказали критику в адрес дизайна паспорта.

### Критика реализации и признания
Кандидат юридических наук и юрист-международник Екатерина Дейкало высказала сомнение в том, что документ будет признан на уровне Европейского союза. По её словам, проблема заключается в том, что паспорт каждой страны имеет свой уникальный код. Один код не может использоваться для разных документов. В ответ на эти опасения представитель Кабинета Валерий Ковалевский заявил, что уже существует договорённость с неким государством, которое готово поделиться своим кодом.
Экс-дипломат и эксперт Европейского совета по международным отношениям Павел Слюнькин высказал скепсис насчёт реализации идеи нового паспорта. По его мнению, признание документа потребует изменения местного национального законодательства стран. Сомнения вызывают вопросы о том, кто будет подтверждать гражданство, какие гарантии, что не будет злоупотребления документом, и что он не окажется в руках террористов или контрабандистов. Также Слюнькин заявил, что если Кабинету удастся реализовать признание паспорта — это будет беспрецедентный случай.

### Критика дизайна
Графическое оформление документа вызвало бурю обсуждений в интернете. Одним из спорных моментов стало использование картины Марка Шагала «Над городом». Мотив картины проявляется на страницах документа под воздействием ультрафиолетового излучения, однако на нём отсутствует деталь жанрового сюжета — силуэт человека с голыми ягодицами. Позднее картина была заменена на другую во избежание нарушений авторского права.
По мнению некоторых пользователей социальных сетей, красный цвет паспорта визуально приближает его к паспорту гражданина Российской Федерации. Также часть пользователей подвергла критике использование латинских надписей и гимна Белорусской Народной Республики на страницах документа.